# Engerth (Kladno)

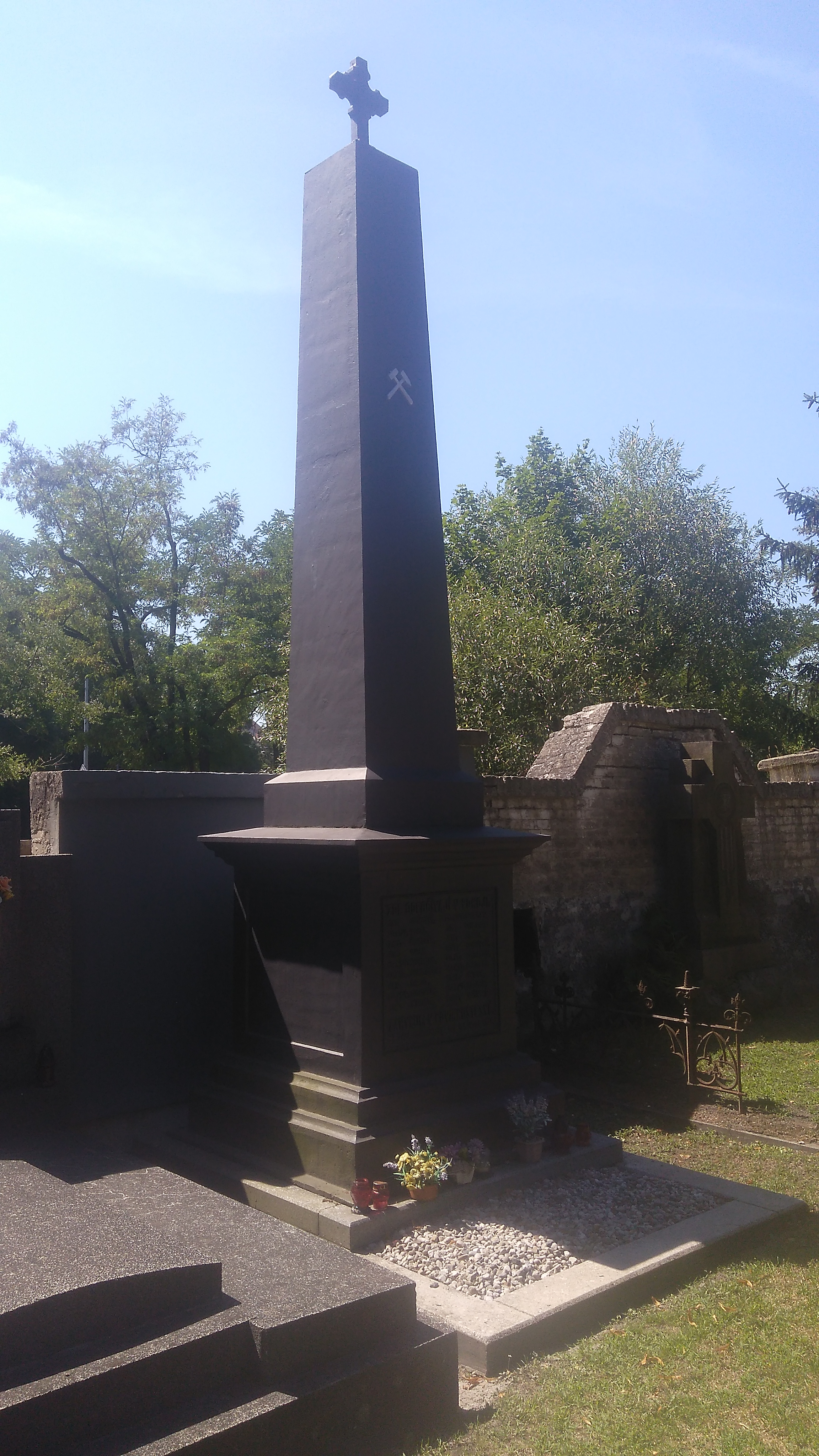
Pomník horníků na centrálním hřbitově

Engerth je malé sídliště ležící severovýchodně od městské části Ostrovec nedaleko železniční trati Kladno–Kralupy (město Kladno, Středočeský kraj). Do roku 1945 zde byl stejnojmenný důl na černé uhlí.
Engerth leží v základní sídelní jednotce Ostrovec na katastrálním území Kladno nad zahrádkářskou kolonií ohraničené ze tří stran lesem Rovina, Velká rovina, Na Vyhaslém a Kamenný vrch (běžně užívaný název je Kameňák). V blízkosti je nádraží Kladno-Ostrovec na železniční trati Kladno-Kralupy nad Vltavou.    
Engerth je nejmenší a nejmladší kladenské sídliště postavené převážně v 80. letech.

## Původ názvu
V místech dnešní zástavby býval důl Engerth, pojmenovaný po prvním generálním řediteli c. k. Společnost státní dráhy Wilhelmu, svobodném pánu z Engerthu (1814–1884). Název zůstal zachován jako pomístní název části města.

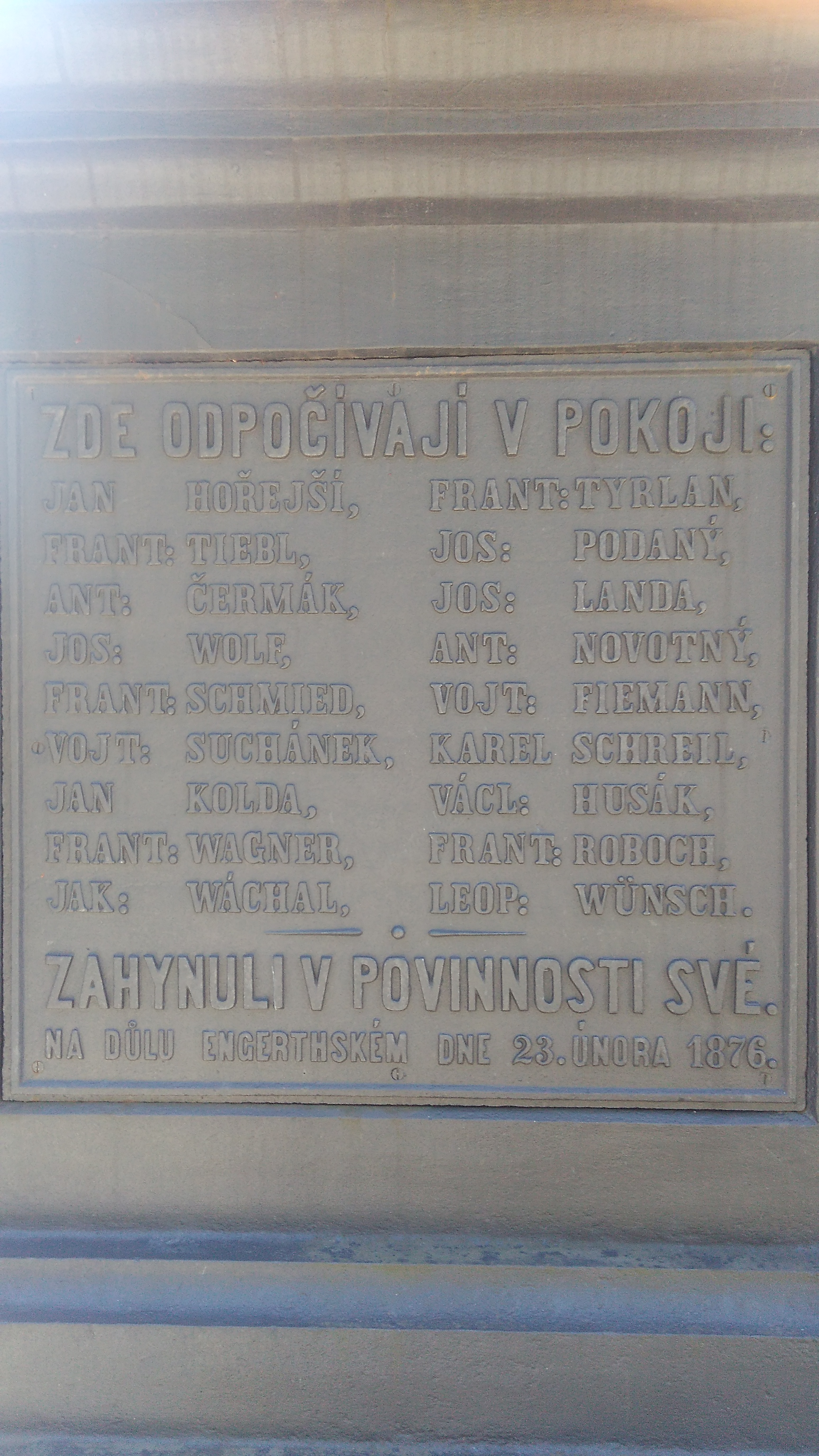
Deska na pomníku se jmény horníků

## Současnost
Mezi ulicemi V. Kratochvíla a Na Vyhaslém dnes po zrušeném dole zůstaly pouze dvě patrové budovy. Bývalé těžní budovy byly přestavěny na prádelnu a čistírnu, dnes jsou majetkem společnosti Autojeřáby Jurkovič, s. r. o., budovy jsou využívány jako kanceláře a autoservis. Komín bývalé těžní věže je zdaleka viditelnou dominantou pozůstatku dolu.
Výstavba rodinných domů na svahu stráně jižně pod šachtou byla zahájena již roku 1926, předtím tam stály domky horníků. Jedna z kladenských hornických kolonií byla těsně u bývalého dolu (tři podélné obytné bloky v dnešní ulici Na Vyhaslém byly zbořeny při stavbě sídliště). Na celém volném prostranství bývalého dolu (ca 7 ha obklopených lesy) byly postaveny bytové panelové domy. Místní komunikací je malé sídliště rozděleno na severní a jižní část. V severní části je šest šesti- a sedmipatrových bytových domů ve dvou řadách a vedle nich mateřská škola. Jižní část sídliště je tvořena uzavřeným blokem bytových domů s vnitroblokem, u hranice lesa jsou další tři bytové domy. Uvnitř vnitrobloku je prodejna potravin, dětské hřiště a hřiště na basketbal. Komunikace uvnitř vnitrobloku jsou asfaltové a místy společné pro pěší a automobilovou dopravu.
Na okrajích sídliště vyrostlo po roce 2000 několik rodinných domů.

## Nejbližší okolí
V místě je restaurace Pod Červeným bukem vyhledávaná cyklisty, protože územím vede cyklostezka č. 0017 vedoucí kruhem okolo Kladna (29 km).
V roce 2007 byla na trati cyklostezky v místech bývalého dolu Engerth odhalena informační tabule na památku pracovníkům dolu s erbem Wilhelma z Engerthu.
Severně v lese Na Vyhaslém se nachází Přírodní památka Krnčí a Voleška (rozloha přes 70 ha). Je to údolí se zachovalými bučinami a suťovými lesy, v bylinném podrostu s řadou vzácných a ohrožených druhů. Lokalita kriticky ohrožené hruštičky prostřední (Pyrola media, C2t) je jednou z posledních v ČR.